# Рикенс, Христиан
Христиан Рикенс (нем. Christian Rickens, родился 26 февраля 1971 года) — немецкий писатель и журналист.

## Биография
Закончил Мюнхенский университет им. Людвига-Максимилиана и Лондонскую школу экономики. Одновременно с этим получил в немецкой школе журналистики в Мюнхене образование редактора. В 1997 по 2000 гг. вместе с двумя другими партнерами работал в организованном ими журналистском бюро в Берлине. В этот период писал материалы для следующих изданий: «Die Zeit», «Econy», «Brand Eins», «Mare», «Manager Magazin», «Süddeutsche Zeitung» und «Berliner Zeitung».
В 2000—2010 гг. работал редактором в ведущем экономическом журнале Германии «Manager Magazin» и журнале «Trends». В 2005 году Фонд Людвига Эргарда присудил ему премию в области экономической журналистики за аналитический репортаж об исследованиях сахарного рынка в Европе. В 2006 г. номинирован на премию Holtzbrinck в области экономической журналистики.
С декабря 2011 Христиан Рикенс руководит экономическим отделом интернет-выпусков журнала «Шпигель».

## Творчество
Автор ряда известных в Германии книг. В ставшей бестселлером книге «Новые мещане: Фатальная тоска по прошлому времени» (2006) он критически рассматривает новую гражданскую инициативу. В последней книге «Совсем на верху» (2011) он анализирует социальные и психологические аспекты жизнь немецких миллионеров.
В числе прочих интересов Х. Рикенса — политическое и социальное развитие, также экономическое сотрудничество в России и странах СНГ. 

## Книги
- Rickens, Christian: Die neuen Spießer. Von der fatalen Sehnsucht nach einer überholten Gesellschaft. Ullstein, Berlin 2006, ISBN 978-3-550-07896-5; erweiterte Ausgabe ebd. 2007, ISBN 978-3-548-36965-5
- Rickens, Christian: Links! Comeback eines Lebensgefühls. Ullstein, Berlin 2008, ISBN 978-3-550-08747-9
- Rickens, Christian: Ganz oben: Wie Deutschlands Millionäre wirklich leben Kiepenheuer & Witsch 2011, ISBN 9783462042801